# Ivan Tahi
Ivan Tahi (16. stoljeće), mađarski velikaš i hrvatski ban (1524. – 1525.). Banom ga je imenovao kralj Ludovik II. unatoč protivljenju hrvatskih staleža koji su podupirali bana Ivana Karlovića. Zbog sukoba između dvojice banova oslabljena je protuosmanska obrana te se Ivan Tahi na saboru u Križevcima 1525. godine odrekao banske časti.

## Vanjske poveznice
- Ivan Tahi Hrvatska enciklopedija

| prethodnik Ivan Karlović | Hrvatski ban 1524.-1525. | nasljednik Franjo Batthyány |